# Spilosoma inexpectata
Spilosoma inexpectata är en fjärilsart som beskrevs av Rothschild 1933. Spilosoma inexpectata ingår i släktet Spilosoma och familjen björnspinnare. Inga underarter finns listade i Catalogue of Life.